# Ловрін
Ловрін (рум. Lovrin) — комуна у повіті Тіміш в Румунії. До складу комуни входить єдине село Ловрін.
Комуна розташована на відстані 450 км на північний захід від Бухареста, 42 км на північний захід від Тімішоари.

## Населення
За даними перепису населення 2002 року у комуні проживали 8932 особи.
Національний склад населення комуни:
| Національність   | Кількість осіб | Відсоток |
| ---------------- | -------------- | -------- |
| румуни           | 7557           | 84,6%    |
| цигани           | 470            | 5,3%     |
| німці            | 445            | 5,0%     |
| угорці           | 259            | 2,9%     |
| українці         | 116            | 1,3%     |
| болгари          | 42             | 0,5%     |
| серби            | 22             | 0,2%     |
| словаки          | 14             | 0,2%     |
| італійці         | 3              | < 0,1%   |
| росіяни-липовани | 2              | < 0,1%   |
| поляки           | 1              | < 0,1%   |

Рідною мовою назвали:
| Мова       | Кількість осіб | Відсоток |
| ---------- | -------------- | -------- |
| румунська  | 7897           | 88,4%    |
| німецька   | 391            | 4,4%     |
| циганська  | 283            | 3,2%     |
| угорська   | 220            | 2,5%     |
| українська | 77             | 0,9%     |
| болгарська | 32             | 0,4%     |
| сербська   | 17             | 0,2%     |
| словацька  | 8              | 0,1%     |
| італійська | 3              | < 0,1%   |
| російська  | 2              | < 0,1%   |
| польська   | 1              | < 0,1%   |

Склад населення комуни за віросповіданням:
| Релігія                                       | Кількість осіб | Відсоток |
| --------------------------------------------- | -------------- | -------- |
| православні                                   | 6800           | 76,1%    |
| римо-католики                                 | 1183           | 13,2%    |
| п'ятдесятники                                 | 705            | 7,9%     |
| баптисти                                      | 104            | 1,2%     |
| греко-католики                                | 60             | 0,7%     |
| реформати                                     | 40             | 0,4%     |
| адвентисти                                    | 17             | 0,2%     |
| не релігійні                                  | 8              | 0,1%     |
| бретрени                                      | 7              | 0,1%     |
| атеїсти                                       | 3              | < 0,1%   |
| лютерани (Синодально-пресвітеріанська церква) | 1              | < 0,1%   |
| лютерани (Аугсбурзького сповідання)           | 1              | < 0,1%   |
| не вказали релігію                            | 1              | < 0,1%   |

## Зовнішні посилання
- Дані про комуну Ловрін на сайті Ghidul Primăriilor